# 楚布寺
楚布寺（藏語：མཚུར་བུ་དགོན།，威利转写：sTod lung mTshur phu，THL：tölung tshurphu，藏语拼音：Tolung Tsurpu）位于西藏拉萨市堆龙德庆区楚布河的上游，距拉萨约70公里，是藏传佛教噶玛噶举派的主寺，是历代噶玛巴的驻锡地，由第一世噶玛巴杜松虔巴于1187年修建。